# Kandra Jakab
Kandra Jakab/Kandra-Kabos Jakab (eredeti neve: Kabos Jakab) (Felsőbánya, 1843. április 29. – Eger, 1905. június 1.) római katolikus pap, történelmi és néprajzi kutató.

## Életpályája
Szülei: Kandra András és Szabó Julianna voltak. Bányászcsalád gyermeke. Egerben teológiát tanult. 1869. július 25-én pappá szentelték. Eger környékén volt lelkész; Szihalmon, Kistályán és Verpeléten káplán volt. 1876–1893 között az egri Irodalmi Szemle munkatársa volt. 1877-ben Hejőbába, 1878-ban Nyírlugos plébánosa volt. 1878-ban Trefort Ágoston kinevezte a Műemlékek Országos Bizottsága külsős tagjának. 1881-től Egerben káplán, 1886-tól a káptalan levéltárosa volt. 1885-ben megindította az Adalékok az egri egyházmegye történetéhez című folyóiratot.
Történelmi, helyrajzi, heraldikai cikkeinek elsősorban a káptalani levéltár a forrása. Ipolyi Arnold és Kállay Ferenc után harmadszor kísérelte meg a régi magyar hitvilág bemutatását. Nagy vitát váltott ki Magyar mythologia című műve (Eger, 1897).

## Művei
- Fabiola nővére (fordítás franciából, Pest, 1870)
- Diós-Győr vára. Régészet-történelmi tanulmány, (1879)
- A sárvári főispánság (Budapest, 1884)
- Szabolcs vármegye alakulása, (Budapest, 1884)
- Volt-e Szerencs vármegye? (Budapest, 1885)
- Az egri nagyprépostok és káptalan az Árpádok korában, (1885)
- Az egri főegyház Szt János kv-e. (Eger, 1886)
- Bakócs-codex vagy Bakócs Tamás egri püspök udvartartási számadó-könyve, (1887)
- Az egri alapítványi női kórház… (Eger, 1888)
- Lurdi lelki manna … imádságos és énekes könyv (szerkesztette, Eger, 1890)
- Bene vára a Mátrában, (Eger, 1890)
- Aba Samu király, (Budapest, 1891)
- A magyar ősvallás többistenben hívése (Eger, 1894)
- Az ezeréves Károlyiak (Budapest, 1894)
- Magyar mythologia (Eger, 1897)
- A váradi regestrum (Értelmezi Kandra Jakab, Budapest, 1898)
- Aba Samu király; sajtó alá rend. F. Romhányi Beatrix; Attraktor, Máriabesnyő, 2011 (Historia incognita 1. sorozat. Történettudomány)
- Kandra Kabos magyar mitológiai és történelmi munkái; szerk., bev. Kozsdi Tamás; Szkítia, Bp., 2020